# Akamaru
Akamaru is een eiland van de Gambiereilanden in Frans-Polynesië. Taravai ligt 1650 km ten zuidoosten van Tahiti. Het eiland heeft een oppervlakte van 2,1 km2. Het ligt 7 km ten zuidoosten van Mangareva. 

## Geschiedenis
Het eiland werd door de Britse zeevaarder in 1797 bezocht. In de negentiende eeuw kwamen de Fransen en begonnen missiepaters van met hun zendingswerk wat resulteerde tussen 1835 en 1862 in de bouw van een kerk. Het eiland was toen dicht bevolkt. In 2017 woonden er nog maar 12 mensen die zich bezig hielden met toerisme en de teelt van pareloesters.

## Ecologie
Het eiland heeft een schrale, droogteminnende vegetatie rond de heuveltoppen. Op het eiland komen 38 vogelsoorten voor waaronder zeven soorten van de Rode Lijst van de IUCN waaronder het witkeelstormvogeltje (Nesofregetta fuliginosa).
Eilanden: Temoe - Mangareva - Aukena - Akamaru - Kamaka - Taravai